# Parisa Höglund
Parisa Höglund, född Khakuei 17 september 1986 i Gällivare, är en svensk journalist med iranskt ursprung. Höglund är programledare för P1-morgon i Sveriges Radio. Sedan 2021 leder hon även Sveriges Radios politikpodcast Det politiska spelet tillsammans med Fredrik Furtenbach. Hon sitter sedan 2023 i Stora journalistprisets jury. I augusti 2024 började hon även leda Europapodden i Sveriges radio.
Höglund har tidigare arbetat med Studio Ett och Ekot.